# Formula Regionális Európa-bajnokság
A Formula Regionális Európa-bajnokság egy Formula–3-as versenysorozat, amelynek első idénye 2019-ben volt.

## Története
2018. október 12-én megerősítették, hogy az Automobile Club d’Italia (ACI) és a WSK szervezi a bajnokságot, ennek megfelelően olasz tulajdonban áll. A sorozat fordulóit kizárólag Európában rendezik, felét pedig híres olasz versenypályákon, mint például Monza vagy Imola. A széria bajnoka a Nemzetközi Automobil Szövetségtől (FIA) szuperlicensz-pontokat kap, melyek a Formula–1-be való bekerüléshez szükséges.
2020 októberében hivatalosan bejelentették, hogy a 2020-as szezont követően a Formula Renault Európa-kupa a Renault Sport támogatásának is köszönhetően beleolvad a Regionális Formula Európa-bajnokságba.

## Versenyhétvége

### Pontrendszer
A pontrendszer a Formula–1-ben is használt szisztémán alapul. Minden versenyen ugyanannyi pontot osztanak ki. A többi hasonló bajnoksággal ellentétben itt nem jár pont a pole-pozícióért és a leggyorsabb körért sem.
| Helyezés | 1. | 2. | 3. | 4. | 5. | 6. | 7. | 8. | 9. | 10. |
| Pont     | 25 | 18 | 15 | 12 | 10 | 8  | 6  | 4  | 2  | 1   |

## Autó
A mezőny a Tatuus cég által gyártott és épített szénszálas monokok kasztnis autókat használja, amelyek mindegyikében egy Alfa Romeo által biztosított 1,8 literes turbómotor dolgozik. Megtalálhatóak rajta olyan biztonsági újítások, mint a Halo vagy az oldalt megerősített vázszerkezet. A konstrukció modellneve Tatuus T-318. Ezeket az autókat használják többek között a W Series-ben is.

### Az autók felépítése
- Hengerűrtartalom: 1,8 liter
- Aspiráció: Turbófeltöltő
- Sebességváltó: Sadev 6 sebességes, félautomata (+1 hátramenet)
- Súly: 565 kg (kokpittal együtt 1246 lbs)
- Szélesség: 1850 mm
- Tengelytávolság: 2000 mm
- Kasztni: Tatuus T-318 modell
- Vázszerkezet: Szénszálas
- Glória (Halo): Van
- Kormányzás: Fogaskerekes
- Üzemanyag: Aral Ultimate 102 RON ólommentes
- Üzemanyag-kapacitás: 45,5 literes (12 gallon)
- Üzemanyag-szállítás: Közvetlen
- Gumiabroncs: Pirelli

## Bajnokok

### Versenyzők
| Szezon | Versenyző             | Csapat          | Pole-pozíció | Győzelem | Dobogós helyezés | Leggyorsabb kör | Pont |
| ------ | --------------------- | --------------- | ------------ | -------- | ---------------- | --------------- | ---- |
| 2019   | Frederik Vesti        | Prema Powerteam | 10           | 13       | 20               | 9               | 467  |
| 2020   | Gianluca Petecof      | Prema Powerteam | 5            | 4        | 14               | 7               | 359  |
| 2021   | Grégoire Saucy        | ART Grand Prix  | 7            | 8        | 10               | 2               | 277  |
| 2022   | Dino Beganovic        | Prema Racing    | 4            | 4        | 12               | 2               | 267  |
| 2023   | Andrea Kimi Antonelli | Prema Racing    | 3            | 5        | 11               | 5               | 300  |
| 2024   | Rafael Câmara         | Prema Racing    | 7            | 7        | 12               | 7               | 309  |

### Konstruktőrök
| Szezon | Csapat          | Pole-pozíció | Győzelem | Dobogós helyezés | Leggyorsabb kör | Pont |
| ------ | --------------- | ------------ | -------- | ---------------- | --------------- | ---- |
| 2019   | Prema Powerteam | 13           | 16       | 40               | 14              | 870  |
| 2020   | Prema Powerteam | 18           | 16       | 43               | 12              | 842  |
| 2021   | R-ace GP        | 3            | 5        | 21               | 6               | 481  |
| 2022   | Prema Racing    | 11           | 10       | 21               | 6               | 531  |
| 2023   | Prema Racing    | 7            | 7        | 18               | 6               | 512  |
| 2024   | Prema Racing    | 13           | 12       | 25               | 9               | 575  |

### Újoncok
| Szezon | Versenyző            | Csapat          | Pole-pozíció | Győzelem (újonc) | Dobogós helyezés (Újonc) | Leggyorsabb kör | Pont (újonc) |
| ------ | -------------------- | --------------- | ------------ | ---------------- | ------------------------ | --------------- | ------------ |
| 2019   | Frederik Vesti       | Prema Powerteam | 10           | 13 (14)          | 20                       | 9               | 467 (506)    |
| 2020   | Gianluca Petecof     | Prema Powerteam | 5            | 4 (7)            | 14                       | 7               | 359 (430)    |
| 2021   | Isack Hadjar         | R-ace GP        | 1            | 2 (8)            | 5                        | 3               | 166          |
| 2022   | Leonardo Fornaroli   | Trident Racing  | 0            | 0                | 0                        | 0               | 83           |
| 2023   | Martinius Stenshorne | R-ace GP        | 3            | 5 (13)           | 11                       | 3               | 261          |
| 2024   | Noah Strømsted       | RPM             | 1            | 0 (7)            | 4                        | 3               | 121          |